# Concerto per tre pianoforti e orchestra (Mozart)
Il concerto per tre pianoforti e orchestra (Lodron-Konzert) fu composto da Mozart per la contessa Antonia Lodron, sorella del conte Georg Anton Felix von Arco, primo camerlengo di Salisburgo, e le sue figlie Aloisia e Giuseppina. Questo concerto a tre cembali è stato concepito per tre musicisti con differenti capacità musicali: se infatti al primo ed al secondo solista appartiene una scrittura più complessa, lo stesso non si può dire per il terzo che ha una parte di minore difficoltà. Risale invece ad una fase successiva l'accomodamento a due, che Mozart preparò forse per ragioni di praticità, in cui la parte del terzo solista viene assorbita dalle altre due. 
La presenza di tre strumenti solisti ha influito molto sulla struttura del concerto: l'orchestra è impiegata in maniera minima, come sostegno sonoro ad una già potente capacità sonora, che nasce dalla sovrapposizione di più strumenti a tastiera. Non si conosce, tuttavia, l'originario intento di Mozart nella disposizione degli strumenti solisti, cosa che avrebbe permesso di approfondire le sonorità offerte da questo tipo di soluzione. 
Il risultato è quello di un'opera dalle sonorità scorrevoli, non troppo spinta nel virtuosismo: 
- il primo movimento presenta una struttura molto semplice, l'orchestra mantiene sempre un ruolo dimesso e la vivacità è ottenuta attraverso l'intreccio dei tre strumenti solisti;
- più interessante sicuramente l'adagio, in forma sonata, con sviluppo dai toni molto drammatici;
- il rondò finale, nella forma del minuetto, ricalca motivi francesi, la cui resa è facilitata dalla presenza dei tre pianoforti; inoltre è presente in esso una ricerca di unità della composizione realizzata per mezzo di ricercate affinità con il primo movimento, non solo dal punto di vista tematico, ma anche ritmico.

Importanti sono le due cadenze, del primo e secondo movimento, che rappresentano il modello cui Mozart si ispirerà sempre, anche nei concerti più "maturi": il ricorrere alla rievocazione di alcuni spunti tematici dell'esposizione e dello sviluppo, e il loro intreccio libero, privo di tecnicismo.
Dopo la prima esecuzione del compositore del 22 ottobre 1777 ad Augusta viene eseguito da Wolfgang il 12 marzo 1778 nella residenza di Christian Cannabich a Mannheim.